# Avellaneda
Pour les articles homonymes, voir Avellaneda (homonymie).
Avellaneda est une commune portuaire argentine, chef-lieu du partido homonyme. La ville se trouve dans la province de Buenos Aires. Sa population est de 328 980 habitants en 2001.

## Géographie
Avellaneda est une banlieue de l'Aire urbaine du Grand Buenos Aires et est reliée à la ville de Buenos Aires par plusieurs ponts qui surplombent le río Matanza. Limitée à l'est par le río Riachuelo, qui rejoint le Río de la Plata, au nord elle s'arrête au Río de la Plata, à l'ouest elle touche le partido de Lanús et au sud le partido de Quilmes.

## Histoire
À l'origine, la ville s'appelait Barracas al Sur et reçut son nom actuel en 1904, en l'honneur du président de l'Argentine Nicolás Avellaneda. Elle fut ensuite gouvernée, durant plusieurs décennies, par le célèbre caudillo Alberto Barceló (es), membre du Parti démocrate national (conservateur), qui s'illustra par l'élimination physique de ses adversaires et la corruption . Ami du gouverneur fascisant Manuel Fresco, Barceló devait lui succéder mais les élections furent annulées en raison des fraudes massives.

## Économie
La ville est aussi une concentration de commerces et de centres industriels, essentiels à l'économie du pays, cela concerne les raffineries de pétrole, la métallurgie, les marchés agricoles, le textile …

## Sport
La ville abrite deux des plus grands clubs de football argentins : CA Independiente et le Racing Club.

## Personnalités
- Alejandra Pizarnik (1936-1972), poétesse, y est née.
- Adrián Hernán González footballeur argentin, y est né en 1976